# تپه طالقانی
تپه طالقانی مربوط به هزاره دوم و هزاره اول است و در قائم شهر واقع شده. کاوش‌های باستان‌شناسی در تپه باستانی کوی طالقانی منطقه کفشگرکلا قائم شهر در سال ۱۳۸۴ منجر به کشف بقایای اسکلت یک سگ ۳۰۰۰ ساله شد که با آئین تدفین در گورستان انسانها دفن شده بود. باستان شناسان احتمال می‌دهند که این سگ از حرمت و جایگاه خاصی در آن دوران برخوردار بوده است. این اثر در تاریخ ۱۶ آذر ۱۳۷۶ با شمارهٔ ثبت ۱۹۵۴ به‌عنوان یکی از آثار ملی ایران به ثبت رسیده است.